# Coleophora
Coleophora is een geslacht van vlinders uit de familie van de kokermotten (Coleophoridae). De wetenschappelijke naam van het geslacht werd in 1797 gepubliceerd door Jacob Hübner.

## Synoniemen
- Macrocorystis Meyrick, 1931[1]

## Soorten
- C. aarviki Baldizzone & Van der Wolf, 2011
- C. absinthii Wocke, 1877
- C. absinthivora Baldizzone, 1990
- C. acamtopappi Busck, 1915
- C. acanthyllidis Walsingham, 1907
- C. accordella Walsingham, 1882
- C. acerosa (Falkovitsh, 1989)
- C. acmura Meyrick, 1914
- C. acrisella Millière, 1872
- C. acuminatoides McDunnough, 1958
- C. acutipennella Walsingham, 1882
- C. acutiphaga Baldizzone, 1982
- C. achaenivora Hofmann, 1877
- C. achilleae Baldizzone, 2001
- C. adalligata Falkovich, 1975
- C. adelogrammella Zeller, 1849
- C. adelpha Falkovich, 1979
- C. adilella Falkovich, 1975
- C. adjectella Hering, 1937
- C. adjunctella Hodgkinson, 1882 – Egale ruskokermot
- C. adspersella Benander, 1939 – Witsprietmeldekokermot
- C. adumbratella Toll & Amsel, 1967
- C. aegra Meyrick, 1917
- C. aegyptiacae Walsingham, 1907
- C. aelleniae Falkovich, 1972
- C. aeneostrigella Turati, 1930
- C. aeneusella Chambers, 1874
- C. aequalella Christoph, 1872
- C. aequigesa Falkovich, 1975
- C. aereipennis Wocke, 1876
- C. aestuariella Bradley, 1984
- C. aethiops Wocke, 1877
- C. affiliatella McDunnough, 1946
- C. afghana Toll & Amsel, 1967
- C. afrohispana Baldizzone, 1982
- C. afrosarda Baldizzone & Kaltenbach, 1983
- C. afrotropicalis Baldizzone & Van der Wolf, 2004
- C. agassizi Baldizzone & Van der Wolf, 2011
- C. agenjoi Toll, 1960
- C. agilis Baldizzone, 1998
- C. aglabitella Chrétien, 1915
- C. agnatella Toll, 1960
- C. agrianella Rebel, 1934
- C. ahenella Heinemann, 1877 – Heksenmutskokermot
- C. alashiae Baldizzone, 1996
- C. albacostella Chambers, 1875
- C. albadomina Baldizzone & Van der Wolf, 2004
- C. albarracina Toll, 1961
- C. albarracinica Toll, 1961
- C. albella (Thunberg, 1788)
- C. albens Falkovich, 1973
- C. albiantennaella Wild, 1915
- C. albicans Zeller, 1849 – Alsemkokermot
- C. albicella Constant, 1885
- C. albicilia Reznik, 1975
- C. albicinctella Toll, 1960
- C. albicornuella Bradley, 1956
- C. albicosta (Haworth, 1828) – Gaspeldoornkokermot
- C. albicostella (Duponchel, 1842) – Aardbeikokermot
- C. albidella (Denis & Schiffermüller, 1775) – Witte wilgenkokermot
- C. albidorsella Toll, 1942
- C. albigriseella Bruand, 1850
- C. albilineella Toll, 1960
- C. albiochrella Toll & Amsel, 1967
- C. albipennella Staudinger, 1880
- C. albitarsella Zeller, 1849 – Zwarte weidekokermot
- C. albostraminata Toll, 1960
- C. albovanescens Heinrich, 1926
- C. albulae Frey, 1880
- C. alcyonipennella (Kollar, 1832) – Metaalkokermot
- C. alecturella Baldizzone, 1989
- C. aleramica Baldizzone & Stubner, 2007
- C. alfacarensis Baldizzone, 1998
- C. algeriensis Toll, 1952
- C. algidella Staudinger, 1857
- C. alhamaella Baldizzone, 1980
- C. aliena Baldizzone, 1987
- C. almeriensis Baldizzone & Van der Wolf, 1999
- C. alniella Heinrich, 1914
- C. alnifoliae Barasch, 1934 – Elzenkokermot
- C. alnivorella McDunnough, 1946
- C. alphitonella Toll, 1957
- C. altaicolella Reznik, 1975
- C. alticolella Zeller, 1849 – Gewone ruskokermot
- C. altivagella Toll, 1952
- C. amarchana Falkovitsh, 1975
- C. amasicola Toll, 1942
- C. amasiella Stainton, 1887
- C. amellivora Baldizzone, 1979
- C. amentastra Falkovich, 1972
- C. amethystinella Ragonot, 1855
- C. amiculella Toll, 1956
- C. amikanella Baldizzone, 1988
- C. ammodyta Falkovitsh, 1970
- C. amseli Toll, 1942
- C. amseliella Toll & Amsel, 1967
- C. amygdalina Falkovich, 1976
- C. anabaseos Falkovitsh, 1978
- C. anatipenella (Hübner, 1796) – Witte meidoornkokermot
- C. ancistron Falkovitsh, 1976
- C. anguliferella Turati, 1934
- C. angustiorella Fuchs, 1903
- C. angustipennis Toll & Amsel, 1967
- C. anisota Meyrick, 1927
- C. anitella Baldizzone, 1985
- C. annulatella Nylander, 1848
- C. annulicola Braun, 1925
- C. antennariella Herrich-Schäffer, 1861
- C. anthocalia Falkovich, 1978
- C. aphanombra Meyrick, 1913
- C. aphrocrossa Meyrick, 1933
- C. apicella Stainton, 1857
- C. apicialbella Braun, 1920
- C. apythana (Falkovitsh, 1989)
- C. aquaecadentis Baldizzone & Van der Wolf, 2004
- C. arachnias Meyrick, 1922
- C. arctostaphyli Meder, 1934
- C. arefactella Staudinger, 1859
- C. arenbergella Baldizzone, 1985
- C. arenbergerella Baldizzone, 1985
- C. arenbergeri Glaser, 1980
- C. arenicola Toll, 1952
- C. areniphila Toll, 1957
- C. arens Baldizzone & Van der Wolf, 2004
- C. argenteonivea Walsingham, 1907
- C. argentialbella Chambers, 1874
- C. argentifimbriata Walsingham, 1907
- C. argentula (Stephens, 1834) – Duizendbladkokermot
- C. argopleura Meyrick, 1917
- C. argyrella Herrich-Schäffer, 1861
- C. arkaimella Baldizzone & Tabell, 2007
- C. armeniae Baldizzone & Patzak, 1991
- C. artemisicolella Bruand, 1855 – Bijvoetbloemkokermot
- C. artemisiella Scott
- C. asiaeminoris Toll, 1952
- C. asperginella Christoph, 1872
- C. astericola Heinrich, 1920
- C. asterifoliella Klimesch, 1939
- C. asteris Muhlig, 1864 – Asterkokermot
- C. asterophagella McDunnough, 1944
- C. asterosella McDunnough, 1944
- C. asthenella Constant, 1893
- C. astragalella Zeller, 1849
- C. astragalorum Falkovich, 1973
- C. atlanti (Anikin, 2005)
- C. atlantica Heinrich, 1920
- C. atlanticolella Zerny, 1935
- C. atrilineella Toll, 1956
- C. atriplicis Meyrick, 1928 – Lichtbruine meldekokermot
- C. atriplicivora Cockerell, 1898
- C. atromarginata Braun, 1914
- C. attalicella Zeller, 1871
- C. audeoudi Rebel, 1935
- C. aularia Meyrick, 1924
- C. aureliani Capuse, 1967
- C. auricella (Fabricius, 1794)
- C. auricigrandella Bruand, 1850
- C. auropurpuriella Chambers, 1874
- C. austrina Baldizzone & Van der Wolf, 2004
- C. autumnella (Duponchel, 1843)
- C. badiipennella (Duponchel, 1843) – Iepenkokermot
- C. bagorella Falkovitsh, 1977
- C. ballotella (Fischer v. Roslerstamm, 1839)
- C. bantuella Baldizzone & Van der Wolf, 2005
- C. barbaricina Baldizzone, 1980
- C. basimaculella Mann, 1864
- C. basistrigella Chambers, 1877
- C. bassii Baldizzone, 1989
- C. batangica Baldizzone, 1989
- C. bazae Glaser, 1978
- C. bedella Falkovich, 1976
- C. bella Walsingham, 1882
- C. benedictella Chrétien, 1904
- C. benestrigatella McDunnough, 1941
- C. berbera Baldizzone, 1988
- C. berdjanski Baldizzone & Patzak, 1991
- C. berlandella Toll, 1956
- C. betae (Falkovich, 1978)
- C. beticella Baldizzone, 1987
- C. betulaenanae Klimesch, 1958
- C. betulella Heinemann, 1877 – Witte berkenkokermot
- C. betulivora McDunnough, 1946
- C. bidens Braun, 1940
- C. bidentella McDunnough, 1941
- C. biforis Braun, 1921
- C. bifrondella Walsingham, 1891
- C. bifurcella Turati, 1930
- C. bihastulifera Toll & Amsel, 1967
- C. bilineatella Zeller, 1849
- C. bilineella Herrich-Schäffer, 1855
- C. biminimmaculella Chambers, 1878
- C. binderella (Kollar, 1832) – Gefrommelde kokermot
- C. binotapennella (Duponchel, 1843)
- C. bipunctella Walsingham, 1882
- C. biseriatella Staudinger, 1859
- C. biskraensis Toll, 1952
- C. bispinatella McDunnough, 1954
- C. bistrigella Chambers, 1875
- C. bivittella Staudinger, 1880
- C. bogdoensis Baldizzone & Tabell, 2007
- C. bojalyshi Falkovich, 1972
- C. borea Braun, 1921
- C. boreella Benander, 1939 – Noordse kokermot
- C. bornicensis Fuchs, 1886 – Bruine wormkruidkokermot
- C. botaurella Herrich-Schäffer, 1861
- C. botauripennella Toll, 1959
- C. botthniella Kanerva, 1941
- C. brandbergella Baldizzone & Van der Wolf, 2004
- C. brevipalpella Wocke, 1874
- C. breviuscula Staudinger, 1880
- C. breyeri Pastrana, 1963
- C. brunneipennis Braun, 1921
- C. brunneosignata Toll, 1944
- C. bulganella Reznik, 1974
- C. burmanni Toll, 1952
- C. buteella Baldizzone, 1989
- C. buttneri Rössler, 1881
- C. byrsostola Meyrick, 1931
- C. caelebipennella Zeller, 1839 – Bonte averuitkokermot
- C. caespititiella Zeller, 1839 – Bieskokermot
- C. calandrella Baldizzone, 1982
- C. calycotomella Stainton, 1869 – Bezembremkokermot
- C. calligoni Falkovitsh, 1972
- C. campella Falkovich, 1973
- C. campestriphaga Baldizzone & Patzak, 1980
- C. camphorosmella Constant, 1885
- C. canadensisella McDunnough, 1955
- C. canariipennella Toll, 1959
- C. capitensis Baldizzone & Van der Wolf, 2011
- C. capricornis Baldizzone & Van der Wolf, 2004
- C. captiosa Falkovich, 1972
- C. caradjai Baldizzone, 1989
- C. caraganae Falkovich, 1974
- C. carchara Falkovich, 1972
- C. carelica Hackman, 1945
- C. caroxyli Falkovich, 1970
- C. cartilaginella Christoph, 1872
- C. castalia Meyrick, 1930
- C. castipennella Walsingham, 1882
- C. caucasica Stainton, 1867
- C. cavillosa Reznik, 1975
- C. cecidophorella Oudejans, 1972
- C. centaureivora Baldizzone, 1998
- C. centralis Reznik, 1975
- C. centrota Meyrick, 1917
- C. cerasivorella Packard, 1870
- C. ceratoidis (Falkovitsh, 1979)
- C. cercidiphyllella Oku, 1965
- C. certhiella Baldizzone, 1985
- C. cervinella McDunnough, 1946
- C. chalcogrammella Zeller, 1839 – Goudkokermot
- C. chamaedriella Bruand, 1852
- C. chambersella Dyar, 1903
- C. changaica Reznik, 1975
- C. charadriella Baldizzone, 1988
- C. chenopodii Oku, 1965
- C. chiclanensis Hering, 1936
- C. chordoscelis Meyrick, 1917
- C. chotticola Baldizzone, 1988
- C. chretienella Oudejans, 1971
- C. chretieni Baldizzone, 1979
- C. christenseni Baldizzone, 1983
- C. chrysanthemi Hofmann, 1869
- C. chrysopsella Wright
- C. chumanensis (Anikin, 2005)
- C. ciconiella Herrich-Schäffer, 1855
- C. ciliataephaga Glaser, 1978
- C. cinerea Toll, 1953
- C. cinerella Chambers, 1878
- C. cistorum Peyerimhoff, 1870
- C. citrarga Meyrick, 1934
- C. clarissa Falkovich, 1977
- C. climacopterae Falkovich, 1973
- C. clypeiferella Hofmann, 1871 – Roetstreepkokermot
- C. cnossiaca Baldizzone, 1983
- C. coahuila Van der Wolf, 2017
- C. coarctataephaga Toll, 1961
- C. coelebipennella Zeller, 1939
- C. coenosipennella Clemens, 1860
- C. cogitata Baldizzone, 1998
- C. coliella Baldizzone, 1988
- C. colutella (Fabricius, 1794)
- C. comptoniella (McDunnough, 1926)
- C. concolorella Clemens, 1863
- C. confluella Rebel, 1892
- C. confusa Staudinger, 1880
- C. congeriella Staudinger, 1859
- C. conspicuella Zeller, 1849 – Knoopkruidkokermot
- C. contrariella McDunnough, 1955
- C. conyzae Zeller, 1868 – Heelblaadjeskokermot
- C. coracipennella (Hübner, 1796) – Donkergrijze kokermot
- C. cornelia Walsingham, 1882
- C. cornivorella McDunnough, 1945
- C. cornutella Herrich-Schäffer, 1861 – Lichtbruine berkkokermot
- C. coronillae Zeller, 1849 – Zwavelgele peulkokermot
- C. corsicella Walsingham, 1898
- C. corticosa Baldizzone & Van der Wolf, 1999
- C. corylifoliella Clemens, 1861
- C. coxi Baldizzone & Van der Wolf, 2007
- C. cracella (Vallot, 1835)
- C. crassicornella Chrétien, 1915
- C. cratipennella Clemens, 1864
- C. crepidella Zeller, 1847
- C. crepidinella Zeller, 1847
- C. cretaticostella Clemens, 1860
- C. cretensis Baldizzone, 1983
- C. crinita Braun, 1921
- C. cristata Baldizzone, 1989
- C. crossanthes Meyrick, 1938
- C. crossophanes Meyrick, 1917
- C. crypsiphanes Meyrick, 1917
- C. cteis Reznik, 1975
- C. cuprariella Lienig & Zeller, 1864
- C. currucipennella Zeller, 1839 – Okervlerkkokermot
- C. cypriacella Rebel, 1928
- C. cyrniella Rebel, 1926
- C. cyrta Falkovich, 1973
- C. cythisanthi Baldizzone, 1978
- C. cytisanthi Baldizzone, 1978
- C. damarella Baldizzone & Van der Wolf, 2004
- C. darigangae Falkovich, 1976
- C. deauratella Lienig & Zeller, 1846 – Grijze metaalkokermot
- C. debilella Fuchs, 1903
- C. decipiens Walsingham, 1914
- C. decoratella Toll, 1959
- C. defessella Herrich-Schäffer, 1855
- C. delgerella Falkovich, 1976
- C. delibutella Christoph, 1872
- C. delicatella Toll & Amsel, 1967
- C. delmastroella Baldizzone, 2000
- C. demaculella Toll & Amsel, 1967
- C. denigrella Gerasimov, 1930
- C. dentatella Toll & Amsel, 1967
- C. denticulata Baldizzone, 1989
- C. dentiferella Toll, 1952
- C. dentiferoides McDunnough, 1958
- C. depunctella Toll, 1961
- C. derasofasciella Klimesch, 1952
- C. derrai Baldizzone, 1985
- C. deviella Zeller, 1847 – Schorrenkruidkokermot
- C. dextrella Braun, 1940
- C. dianthi Herrich-Schäffer, 1855
- C. dianthivora Walsingham, 1901
- C. didyma Toll, 1957
- C. didymella Chretien, 1899
- C. diffusa Meyrick, 1913
- C. digitella Palm, 1947
- C. dignella Toll, 1961
- C. dilabens (Falkovitsh, 1982)
- C. diluta Baldizzone & Van der Wolf, 1999
- C. diogenes Falkovitsh, 1970
- C. dipalliata (Reznik, 1981)
- C. directella Zeller, 1849
- C. discifera Falkovich, 1976
- C. discomaculella Toll & Amsel, 1967
- C. discopunctata Baldizzone & Van der Wolf, 2005
- C. discordella Zeller, 1849 – Rolklaverkokermot
- C. discostriata Walsingham, 1882
- C. dissecta (Falkovitsh, 1989)
- C. dissociella McDunnough, 1955
- C. dissona Baldizzone, 1998
- C. ditella Zeller, 1849 – Zuidelijke alsemkokermot
- C. dormiens Falkovich, 1972
- C. dorycniella Hartig, 1939
- C. draghiaella Capuse, 1971
- C. drymidis Mann, 1857
- C. dubiella Baker, 1888
- C. dubiosa Toll, 1952
- C. duplicis Braun, 1921
- C. echinacea Falkovich, 1972
- C. echinopsilonella Chrétien, 1915
- C. echyropis Meyrick, 1930
- C. efflua Meyrick, 1911
- C. eichleri Patzak, 1977
- C. eilatica Baldizzone, 1994
- C. elaeagnisella Kearfott, 1908
- C. elephantacolorella Oudejans, 1971
- C. elephantella Falkovich, 1970
- C. eltonica (Anikin, 2005)
- C. emberizella Baldizzone, 1985
- C. encasia Reznik, 1975
- C. enchitis Meyrick, 1920
- C. entoloma Busck, 1915
- C. epijudaica Amsel, 1935
- C. epiphanopa Meyrick, 1937
- C. eremodes Meyrick, 1912
- C. eremosparti (Falkovitsh, 1974)
- C. ericoides Braun, 1919
- C. erratella Toll & Amsel, 1967
- C. esignata Reznik, 1975
- C. espunaella Glaser, 1978
- C. etoshae Baldizzone & Van der Wolf, 2011
- C. etrusca Baldizzone, 1990
- C. eucoleos Falkovich, 1973
- C. eupepla Gozmany, 1954
- C. eupreta Walsingham, 1907
- C. eurasiatica Baldizzone, 1989
- C. euryaula Meyrick, 1925
- C. exarga Meyrick, 1917
- C. exlentii (Anikin, 2005)
- C. expressella Klemensiewicz, 1902
- C. exul (Falkovitsh, 1992)
- C. fagicorticella Chambers, 1874
- C. falcigerella Christoph, 1872
- C. falcipenella Baldizzone, 1989
- C. famella Reznik, 1975
- C. femorella Walsingham, 1898
- C. feoleuca Baldizzone, 1989
- C. feomicrella Baldizzone, 1988
- C. fergana Toll, 1961
- C. festivella Toll, 1952
- C. filaginella Fuchs, 1881
- C. fiorii Toll, 1954
- C. flabelligerella Rebel, 1919
- C. flavicornis Reznik, 1975
- C. flavicosta Reznik, 1975
- C. flaviella Mann, 1857
- C. flavineella Toll, 1952
- C. flavipennella (Duponchel, 1843) – Donkere eikenkokermot
- C. flavovena Matsumura, 1931
- C. follicularis (Vallot, 1802) – Koninginnenkruidkokermot
- C. fragilella Baldizzone & Van der Wolf, 2005
- C. frankii Schmidt, 1886
- C. franzi Klimesch, 1947
- C. fraternella Toll & Amsel, 1967
- C. fretella Zeller, 1847
- C. fringillella Zeller, 1839
- C. frischella (Linnaeus, 1758)
- C. frivolella Baldizzone & Van der Wolf, 2005
- C. fuchsiella Oudejans, 1971
- C. fulgidella Toll & Amsel, 1967
- C. fuliginosa Baldizzone, 1998
- C. fulvociliella Chrétien, 1915
- C. fuscicornis Zeller, 1847
- C. fuscinervella Toll, 1956
- C. fuscoaenea Toll, 1952
- C. fuscociliella Zeller, 1849
- C. fuscocuprella Herrich-Schäffer, 1855 – Lichte groenglanskokermot
- C. fuscolineata Walsingham, 1898
- C. fuscopictella Toll, 1957
- C. fuscostrigella Chambers, 1878
- C. galatellae Hering, 1942
- C. galbulipennella Zeller, 1838 – Duinsilenekokermot
- C. galligena Falkovich, 1970
- C. gallipennella (Hübner, 1796)
- C. gallivora Falkovich, 1970
- C. gallurella Amsel, 1951
- C. gardesanella Toll, 1954
- C. gaviaepennella Toll, 1952
- C. gaylussaciella Heinrich, 1915
- C. gazella Toll, 1952
- C. genistae Stainton, 1857 – Stekelbremkokermot
- C. genviki (Anikin, 2002)
- C. gerasimovi Toll, 1961
- C. ghorella Amsel, 1955
- C. gielisi Baldizzone, 1985
- C. gigantella Chambers, 1874
- C. gilveolella Toll, 1954
- C. glaseri Toll, 1961
- C. glaucella Walsingham, 1882
- C. glaucicolella Wood, 1892 – Bleke ruskokermot
- C. glissandella McDunnough, 1942
- C. glitzella Hofmann, 1869 – Bosbeskokermot
- C. gnaphalii Zeller, 1839
- C. graeca Baldizzone, 1990
- C. graminicolella Heinemann, 1876 – Bleke silenekokermot
- C. granifera Braun, 1919
- C. granulatella Zeller, 1849 – Averuitkokermot
- C. granulosella Staudinger, 1880
- C. gredosella Baldizzone, 1985
- C. griseicornella Toll, 1959
- C. griseomixta Toll, 1960
- C. gryphipennella (Hübner, 1796) – Rozenkokermot
- C. guadicensis Baldizzone, 1989
- C. gulinovi Baldizzone & Patzak, 1991
- C. guttiferella Toll, 1960
- C. gymnocarpella Walsingham, 1907
- C. gypsella Baldizzone, 1982
- C. hackmani (Toll, 1953)
- C. hackmanni (Toll, 1953)
- C. hadrocerella Toll, 1952
- C. halimionella Baldizzone, 1980
- C. halmodes Meyrick, 1911
- C. halocnemi (Falkovitsh, 1994)
- C. halophilella Zimmermann, 1926
- C. halostachydis (Falkovitsh, 1994)
- C. haloxyli Falkovich, 1970
- C. haloxylonella Chrétien, 1915
- C. hamata Falkovich, 1972
- C. hancola Oku, 1965
- C. hartigi Toll, 1944
- C. hatamae Toll, 1959
- C. haywardi Pastrana, 1963
- C. hederella Toll, 1942
- C. heinrichella (McDunnough, 1933)
- C. helgada (Anikin, 2005)
- C. helianthemella Millière, 1870
- C. helichrysiella Krone, 1909
- C. hemerobiella (Scopoli, 1763) – Fruitboomkokermot
- C. hemerobiola Filipjev, 1926
- C. heringi Toll, 1952
- C. hermanniella Walsingham, 1898
- C. hiberica Baldizzone, 1985
- C. hieronella Zeller, 1849
- C. hippodromica Walsingham, 1907
- C. hispanicella Möschler, 1806
- C. hoeneella Baldizzone, 1989
- C. hololeucella Toll, 1952
- C. honestella Toll, 1952
- C. hongorella Falkovich, 1972
- C. horatioella (Agenjo, 1952)
- C. hornigi Toll, 1952
- C. hospitiella Chretien, 1915
- C. hsiaolingensis Toll, 1942
- C. hungariae Gozmany, 1955
- C. hydrolapathella Hering, 1921 – Moeraskokermot
- C. hypomona (Falkovich, 1979)
- C. hypoxantha (Falkovitsh, 1982)
- C. hyssopi Toll, 1961
- C. hystricella Toll, 1957
- C. ibipennella Zeller, 1849 – Geelsnuiteikenkokermot
- C. ichthyura Falkovich, 1976
- C. idaeella Hofmann, 1869
- C. ignobilis Reznik, 1975
- C. ignotella Toll, 1944
- C. illustrata Meyrick, 1913
- C. imbecilla Toll, 1952
- C. immersa (Falkovitsh, 1989)
- C. impalella Toll, 1961
- C. implicitella Fuchs, 1903
- C. impunctata Toll & Amsel, 1961
- C. incanella Tengström, 1848
- C. inconstans Reznik, 1975
- C. incultella Toll, 1952
- C. indefinitella Oudejans, 1971
- C. inequidentella Toll & Amsel, 1961
- C. inermis Falkovich, 1977
- C. infibulatella Hofmann, 1874
- C. infolliculella Chretien, 1915
- C. infuscatella Clemens, 1860
- C. inornatella Chambers, 1880
- C. insulicola Toll, 1942
- C. intensa Meyrick, 1913
- C. intermediella McDunnough, 1940
- C. intermixta Falkovich, 1976
- C. internitens Baldizzone & Van der Wolf, 1999
- C. intexta Meyrick, 1917
- C. inulae Wocke, 1877
- C. inusitatella Caradja, 1920
- C. involucrella Chretien, 1905
- C. iperspinata Baldizzone & Nel, 2003
- C. iranella Toll, 1959
- C. irroratella Walsingham, 1882
- C. isabellina Falkovich, 1970
- C. islamella Toll, 1960
- C. isodonta Falkovich, 1977
- C. isomoera Falkovitsh, 1972
- C. jaernaensis Bjorklund & Palm, 2002
- C. japonicella Oku, 1965
- C. jebeli Baldizzone, 1985
- C. jefreniensis Toll, 1954
- C. jerusalemella Toll, 1942
- C. judaica Amsel, 1935
- C. juglandella McDunnough, 1946
- C. juncicolella Stainton, 1851 – Heidelootjeskokermot
- C. jurateella Baldizzone & Van der Wolf, 2011
- C. jynxella Baldizzone, 1987
- C. kahaourella Toll, 1956
- C. kalmiella (McDunnough, 1936)
- C. kandevanella Toll, 1952
- C. karadaghi (Reznik, 1976)
- C. kargani (Falkovitsh, 1989)
- C. karischella Baldizzone & Van der Wolf, 2011
- C. karvoneni Kanerva, 1941
- C. kashkaella Toll & Amsel, 1967
- C. kasyi Toll, 1961
- C. kaszabi Reznik, 1974
- C. katangica Baldizzone & Van der Wolf, 2005
- C. katunella (Falkovitsh, 1991)
- C. kautzi Rebel, 1933
- C. kearfottella Barnes & Busck, 1920
- C. keireuki Falkovich, 1970
- C. klimeschiella Toll, 1952
- C. kolymella (Falkovitsh, 1992)
- C. kondarensis (Reznik, 1976)
- C. korbi Baldizzone, 1998
- C. kroneella Fuchs, 1899
- C. kruegeri Baldizzone & Van der Wolf, 2004
- C. kuehnella (Goeze, 1783) – Blaasjespistoolkokermot
- C. kurokoi Oku, 1974
- C. kuznetzovi Toll, 1961
- C. kyffhusana Petry, 1898
- C. lacera (Falkovitsh, 1993)
- C. laconiae Baldizzone, 1983
- C. lacunicolella Zeller
- C. laevipennis Toll & Amsel, 1967
- C. lantosquella Millière, 1875
- C. lapidicornis Walsingham, 1907
- C. laricella (Hübner, 1817) – Larikskokermot
- C. lasiocharis Meyrick, 1931
- C. lasloella Baldizzone, 1982
- C. lassella Staudinger, 1859 – Greppelrusjeskokermot
- C. laticornella Clemens, 1860
- C. laticostella Mann, 1857
- C. latistriella Turati, 1924
- C. latronella McDunnough, 1940
- C. laurentella McDunnough, 1944
- C. lebedella Falkovitsh, 1982
- C. ledi Stainton, 1860
- C. lenae Glaser, 1969
- C. lentella Heinrich, 1915
- C. leonensis Baldizzone & Van der Wolf, 2000
- C. lepyropis Meyrick, 1921
- C. lessinica Baldizzone, 1980
- C. leucala Meyrick, 1911
- C. leucapennella (Hübner, 1827)
- C. leucapennis (Haworth, 1828)
- C. leucaula Meyrick, 1911
- C. leucobela (Meyrick, 1934)
- C. leucocephala Baldizzone, 1998
- C. leucocharis Meyrick, 1922
- C. leucochrysella Clemens, 1863
- C. leucopodella Turati, 1930
- C. leucostoma Gerasimov, 1930
- C. lewandowskii (Toll, 1953)
- C. lima Falkovich, 1975
- C. limoniella Stainton, 1884 – Keizersgalmot[2]
- C. limosipennella (Duponchel, 1843) – Lichte iepkokermot
- C. lineapulvella Chambers, 1878
- C. lineata Toll, 1960
- C. lineatella Tengström, 1848
- C. lineola (Haworth, 1828)
- C. lineolea (Haworth, 1828) – Andoornkokermot
- C. linoplecta Meyrick, 1924
- C. linosyridella Fuchs, 1880
- C. linosyris Hering, 1937
- C. liriophorella Baldizzone, 1982
- C. lithargyrinella Zeller, 1849 – Bruine muurkokermot
- C. littorella McDunnough, 1940
- C. lixella Zeller, 1849 – Gouden sikkelkokermot
- C. lonchodes (Falkovitsh, 1994)
- C. longicornella Constant, 1893
- C. longipalpella Fuchs, 1903
- C. loti Falkovitsh, 1978
- C. lucida Baldizzone, 1989
- C. luciennella Nel, 1992
- C. lugduniella Stainton, 1859
- C. lunensis Falkovitsh, 1975
- C. lurida (Reznik, 1977)
- C. lusciniaepennella (Treitschke, 1833) – Slanke wilgenkokermot
- C. lusitanica Baldizzone & Corley, 2004
- C. lutarea (Haworth, 1828) – Grijze muurkokermot[3]
- C. lutatiella Staudinger, 1859
- C. luteocostella Chambers, 1875
- C. luteochrella Baldizzone & Tabell, 2009
- C. luteolella Staudinger, 1880
- C. lutipennella (Zeller, 1838) – Gewone eikenkokermot
- C. lycii Falkovich, 1972
- C. lynosyridella Walsingham, 1882
- C. macedonica Toll, 1959
- C. macilenta Falkovitsh, 1972
- C. macrobiella Constant, 1885
- C. macrura Falkovich, 1972
- C. maculipennella Toll & Amsel, 1967
- C. maghrebina Baldizzone, 1982
- C. magnatella Toll, 1959
- C. magyarica Baldizzone, 1983
- C. malatiella Toll, 1952
- C. maneella Toll, 1962
- C. manifesta Falkovich, 1972
- C. manitoba Busck, 1915
- C. marcarolensis Baldizzone, 2004
- C. marcella (Capuse, 1972)
- C. maritella McDunnough, 1941
- C. maritimarum Baldizzone, 2004
- C. maritimella Newman, 1863 – Zeeruskokermot
- C. maturella Pleshanov, 1982
- C. mausoleae (Reznik, 1978)
- C. mausolella Chretien, 1908
- C. mayrella (Hübner, 1813) – Kamsprietkokermot
- C. mcdunnoughiella Oudejans, 1971
- C. medelichensis Krone, 1908
- C. medicaginella mn. Toll, 1944
- C. mediocris Falkovich, 1977
- C. mediodens Falkovich, 1976
- C. mediterranea Baldizzone, 1990
- C. megaloptila Meyrick, 1909
- C. melanograpta Meyrick, 1935
- C. mellechella Toll, 1962
- C. mendica Baldizzone & Van der Wolf, 2000
- C. menephilella Toll, 1952
- C. meridionella Rebel, 1912
- C. meyi Baldizzone & Van der Wolf, 2004
- C. microalbella Amsel, 1935
- C. micromeriae Walsingham, 1908
- C. micronotella Toll, 1956
- C. microspinella (Reznik, 1981)
- C. microtitae Toll & Amsel, 1967
- C. microxantha Walsingham, 1907
- C. millefoliella Zeller, 1849
- C. millefolii Zeller, 1849
- C. milvipennis Zeller, 1839 – Spatel-berkkokermot
- C. minaxella Toll, 1952
- C. minimella Toll, 1952
- C. minipalpella Baldizzone, 1998
- C. minoica Baldizzone, 1983
- C. mirabibella Baldizzone, Mey & Van der Wolf, 2011
- C. modicella Chrétien, 1922
- C. moehringiae Burmann, 1967
- C. moeniacella Stainton, 1887
- C. molesta Meyrick, 1921
- C. molybdodella Rebel, 1929
- C. monardae McDunnough, 1945
- C. monardella (McDunnough, 1933)
- C. mongetella Chrétien, 1900
- C. monoceros Falkovich, 1975
- C. monteiroi Toll, 1961
- C. monticola Baldizzone & Van der Wolf, 2004
- C. montihospitella Bruand, 1850
- C. moronella Falkovich, 1975
- C. motacillella Zeller, 1849
- C. multicristatella McDunnough, 1954
- C. multipulvella Chambers, 1878
- C. murciana Toll, 1960
- C. murinella Tengstrom, 1848
- C. murinipennella (Duponchel, 1844)
- C. musculella Muhlig, 1864
- C. namakella Amsel, 1978
- C. namangana Toll, 1961
- C. namella Baldizzone & Van der Wolf, 2004
- C. namibiae Baldizzone & Van der Wolf, 2004
- C. nanophyti Falkovitsh, 1972
- C. narbonensis Baldizzone, 1990
- C. necessaria Staudinger, 1880
- C. neli Baldizzone, 2000
- C. nemorella McDunnough, 1956
- C. nesiotidella Baldizzone & Van der Wolf, 2000
- C. nevadella Baldizzone, 1985
- C. neviusiella Busck, 1904
- C. nigricella Stephens, 1834
- C. nigricornis Wocke, 1876
- C. nigridorsella Amsel, 1935
- C. nigrosparsella Toll & Amsel, 1967
- C. nigrosquamella Filipjev, 1925
- C. nigrostriata Walsingham, 1882
- C. nikiella Baldizzone, 1983
- C. niphocrossa Meyrick, 1920
- C. niphomesta Meyrick, 1917
- C. nitens (Amsel, 1935)
- C. nitidipennella Toll & Amsel, 1967
- C. niveiciliella Hofmann, 1877
- C. niveicostella Zeller, 1839 – Egale sprietkokermot
- C. niveistrigella Wocke, 1877
- C. niveopictella Toll, 1952
- C. nomgona Falkovitsh, 1975
- C. nubivagella Zeller, 1849
- C. numeniella Baldizzone, 1988
- C. nurmahal Toll, 1957
- C. nutantella Muhlig & Frey, 1857
- C. obducta (Meyrick, 1931)
- C. obscenella Herrich-Schäffer, 1855
- C. obscuripalpella Kanerva, 1941
- C. obtectella Zeller, 1849
- C. obviella Rebel, 1914
- C. occasi Baldizzone & Van der Wolf, 1999
- C. occatella Staudinger, 1880
- C. occidentalis Zeller, 1873
- C. occitana Baldizzone, 1989
- C. octagonella Walsingham, 1882
- C. ochrea (Haworth, 1828) – Zonneroosjeskokermot
- C. ochripennella Zeller, 1849 – Geelbruine kokermot
- C. ochroflava Toll, 1961
- C. ochroneura Lower, 1897
- C. ochrostriata Walsingham, 1882
- C. odorariella Muhlig, 1857
- C. ofaistoni (Anikin, 2005)
- C. ogmotona Meyrick, 1917
- C. oligostropha Reznik, 1974
- C. olympica Baldizzone, 1983
- C. onobrychiella Zeller, 1849
- C. ononidella Millière, 1879
- C. onopordiella Zeller, 1849
- C. onosmella (Brahm, 1791)
- C. opulens Falkovich, 1977
- C. orbitella Zeller, 1849 – Okergrijze kokermot
- C. ordinaria Meyrick, 1913
- C. orenburgella Baldizzone & Tabell, 2007
- C. oriolella Zeller, 1849
- C. ornatipennella (Hübner, 1796)
- C. orogella Reznik, 1975
- C. orotavensis Rebel, 1896
- C. orphnoceros Meyrick, 1937
- C. ortneri Glaser, 1981
- C. ortrina (Reznik, 1976)
- C. ostryae Clemens, 1861
- C. otidipennella (Hübner, 1817) – Vroege veldbieskokermot
- C. otitae Zeller, 1839
- C. oxyphaea Meyrick, 1913
- C. pagodella Falkovich, 1973
- C. palifera Falkovich, 1977
- C. paludoides Toll, 1957
- C. palliatella (Zinck, 1813)
- C. pallida Toll, 1942
- C. pallidata Toll, 1959
- C. pappiferella Hofmann, 1869
- C. paradoxella Toll, 1961
- C. paradrymides Toll, 1949
- C. paradrymidis Toll, 1949
- C. paragallivora Baldizzone & Tabell, 2007
- C. paragiraudi Toll, 1959
- C. paramayrella Nel, 1993
- C. paraononidella Amsel, 1935
- C. parapredotella Toll & Amsel, 1967
- C. paraptarmica Toll & Amsel, 1967
- C. parasalmani Oudejans, 1971
- C. paraspumosella Toll, 1957
- C. parasymi (Anikin, 2005)
- C. parcella Toll, 1952
- C. parenthella Toll, 1952
- C. paripennella Zeller, 1839
- C. parmeliella Bruand, 1850
- C. parthenica Meyrick, 1891
- C. parthenogenella Falck, 2010
- C. partitella Zeller, 1849
- C. parvella Toll, 1942
- C. parvicuprella Baldizzone & Tabell, 2006
- C. patzaki Baldizzone, 1983
- C. pauperculella Toll, 1956
- C. pechi Baker, 1888
- C. peisoniella Kasy, 1965
- C. pelinopis Meyrick, 1933
- C. pellicornella Zerny, 1930
- C. pennella (Denis & Schiffermüller, 1775) – Haartjeskokermot
- C. percnoceros Meyrick, 1933
- C. peregrinaevorella McDunnough, 1954
- C. peri Svensson, 1976
- C. peribenanderi Toll, 1943 – Distelkokermot
- C. perissa Reznik, 1975
- C. perplexella Toll, 1960
- C. persimplexella McDunnough, 1955
- C. peterseni Baldizzone, 1983
- C. petraea Falkovich, 1972
- C. phaeocentra Meyrick, 1914
- C. phlomidella Christoph, 1862
- C. phlomidis Stainton, 1867
- C. physophorae (Falkovitsh, 1994)
- C. picardella Suire, 1934
- C. picticornis Walsingham, 1897
- C. pilicornis Rebel, 1914
- C. pilion (Falkovitsh, 1992)
- C. pinii (Anikin, 2005)
- C. pinkeri Baldizzone, 1982
- C. plicipunctella Chretien, 1915
- C. plumbella Kanerva, 1941
- C. plurifoliella Chrétien, 1896
- C. plurispinella Baldizzone, 1989
- C. poecilella Walsingham, 1907
- C. pokrovkella Baldizzone & Tabell, 2007
- C. polemoniella Braun, 1919
- C. polichomriensis Toll & Amsel, 1967
- C. polonicella Zeller, 1865
- C. polycarpaeae Hering, 1927
- C. polynella Falkovich, 1972
- C. pontica (Reznik, 1984)
- C. portulacae Cockerell, 1898
- C. potentillae Elisha, 1885 – Braamkokermot
- C. praecipua Walsingham, 1907
- C. praecursella Zeller, 1847
- C. pratella Zeller, 1871
- C. preisseckeri Toll, 1942
- C. prepostera Braun, 1921
- C. presbytica Meyrick, 1921
- C. principiella Walsingham, 1907
- C. prinziella Krone, 1913
- C. propinqua Staudinger, 1880
- C. protecta Walsingham, 1907
- C. prunifoliae Doets, 1944 – Prunuskokermot
- C. psamata Falkovich, 1973
- C. psammion Falkovich, 1973
- C. pseudociconiella Toll, 1952
- C. pseudodianthi Baldizzone & Tabell, 2006
- C. pseudodirectella Toll, 1959
- C. pseudoditella Baldizzone & Patzak, 1983
- C. pseudolinosyris Kasy, 1979
- C. pseudopoecilella Klimesch, 1982
- C. pseudoprunifoliae Capuse, 1971
- C. pseudorepentis Toll, 1960
- C. pseudosquamosella Baldizzone & Nel, 2003
- C. psilopterella Toll & Amsel, 1967
- C. psychropa Meyrick, 1920
- C. ptarmicia Walsingham, 1910
- C. pterosparti Mendes, 1910
- C. ptilocharis Meyrick, 1938
- C. puberoloides McDunnough, 1956
- C. pudica Lower, 1905
- C. pulchricornis Walsingham, 1897
- C. pulchripennis Walsingham, 1897
- C. pulmonariella Ragonot, 1874
- C. punctulatella Zeller, 1849
- C. punica Baldizzone, 1985
- C. purifica Meyrick, 1921
- C. pyrenaica Baldizzone, 1980
- C. pyrrhulipennella Zeller, 1839 – Gestreepte heidekokermot
- C. quadrifariella Staudinger, 1880
- C. quadrilineella Chambers, 1878
- C. quadristraminella Toll, 1961
- C. quadristrigella Busck, 1915
- C. quadruplex McDunnough, 1940
- C. querciella Clemens, 1861
- C. qulikushella Toll, 1959
- C. ramosella Zeller, 1849
- C. ravillella Toll, 1961
- C. razowskii Capuse, 1971
- C. rebeli Gerasimov, 1930
- C. rectilineella Fischer v. Roslerstamm, 1843
- C. remizella Baldizzone, 1983
- C. remotella (Reznik, 1976)
- C. repentis Klimesch, 1947
- C. retifera Meyrick, 1922
- C. retrodentella Baldizzone & Nel, 2004
- C. rhanteriella Chrétien, 1915
- C. ribasella Baldizzone, 1982
- C. riffelensis Rebel, 1913
- C. ringoniella Oku, 1965
- C. romieuxi Baldizzone & Van der Wolf, 2005
- C. roridella Toll & Amsel, 1967
- C. rosacella Clemens, 1864
- C. rosaefoliella Clemens, 1864
- C. rosaevorella McDunnough, 1946
- C. rubritaeniella Chrétien, 1922
- C. rudella Toll, 1944
- C. rupestrella McDunnough, 1955
- C. sabulella Toll, 1952
- C. sacramenta Heinrich, 1914
- C. safadella Van der Wolf, 2008
- C. salicivorella McDunnough, 1945
- C. salicorniae Heinemann & Wocke, 1877 – Zeekraalkokermot
- C. salinella Stainton, 1859 – Melkwitte meldekokermot
- C. salinoidella McDunnough, 1946
- C. salsolella Chrétien, 1915
- C. salviella Chretien, 1916
- C. samarensis (Anikin, 2001)
- C. sanella Baldizzone & Van der Wolf, 2004
- C. santolinella Constant, 1890
- C. saponariella Heeger, 1848 – Zeepkruidkokermot
- C. saratovi (Anikin, 2005)
- C. sardiniae Baldizzone, 1983
- C. sardocorsa Baldizzone, 1983
- C. sarehma Toll, 1956
- C. satellitella Toll, 1960
- C. sattleri Baldizzone, 1995
- C. saturatella Stainton, 1850 – Driekleurige bremkokermot
- C. saudita Baldizzone, 1985
- C. saxauli Falkovich, 1970
- C. saxicolella (Duponchel, 1843) – Donkere meldekokermot
- C. scabrida Toll, 1959
- C. scaleuta Meyrick, 1911
- C. scariphota Meyrick, 1911
- C. scioleuca Meyrick, 1938
- C. sciurella Baldizzone, 1987
- C. schaeuffeleella Toll, 1959
- C. schahkuhensis Toll, 1952
- C. schibendyella Baldizzone & Tabell, 2007
- C. schmidti Toll, 1960
- C. seguiella Chrétien, 1915
- C. semicinerea Staudinger, 1859
- C. seminalis Meyrick, 1921
- C. seminella McDunnough, 1946
- C. semistrigata Toll, 1952
- C. sergiella Falkovitsh, 1979
- C. serinipennella Christoph, 1872
- C. seriphidii Falkovich, 1978
- C. serpylletorum Hering, 1889 – Smallijnige tijmkokermot
- C. serratella (Linnaeus, 1761) – Bruingrijze kokermot
- C. serratulella Herrich-Schäffer, 1855
- C. setipalpella Staudinger, 1880
- C. settarii Wocke, 1877
- C. sexdentatella McDunnough, 1958
- C. shadeganensis Toll, 1959
- C. shaleriella Chambers, 1875
- C. sibirica Filipjev, 1925
- C. sibiricella Falkovitsh, 1972
- C. siccifolia Stainton, 1856 – Grote bladkokermot
- C. silenella Herrich-Schäffer, 1855
- C. singreni Falkovitsh, 1973
- C. sisteronica Toll, 1961
- C. sittella Baldizzone, 1989
- C. skanesella Baldizzone, 1982
- C. sobrinella Toll, 1944
- C. sodae Baldizzone & Nel, 1993
- C. soffneriella Toll, 1961
- C. solenella Staudinger, 1859
- C. solidaginella Staudinger, 1859
- C. solitariella Zeller, 1849 – Oranje muurkokermot
- C. soriaella Baldizzone, 1980
- C. spargospinella Reznik, 1974
- C. sparsiatomella McDunnough, 1941
- C. sparsipulvella Chambers, 1875
- C. sparsipuncta Heinrich, 1929
- C. spinella (Schrank, 1802) – Geelkopprunuskokermot
- C. spiraeella Rebel, 1916 – Spierstruikkokermot
- C. spiralis Falkovich, 1977
- C. spissicornis (Haworth, 1828)
- C. spumosella Staudinger, 1859
- C. squalorella Zeller, 1849 – Tweevlekkokermot
- C. squamella Constant, 1885
- C. squamosella Stainton, 1856
- C. stachi Toll, 1957
- C. staehelinella Walsingham, 1891
- C. statherota Meyrick, 1917
- C. stegosaurus Falkovich, 1972
- C. stenidella Toll, 1952
- C. stepposa Falkovitsh, 1975
- C. sternipennella (Zetterstedt, 1839) – Ganzenvoetkokermot
- C. stramentella Zeller, 1849
- C. straminella Turati, 1934
- C. striata Wright
- C. striatipennella Nylander in Tengstrom, 1848 – Muurkokermot
- C. strigiferella Snellen, 1884
- C. strigosella Toll, 1960
- C. striolatella Zeller, 1849
- C. struella Staudinger, 1859
- C. strutiella Glaser, 1975
- C. stuposa Falkovich, 1973
- C. suaedae Busck, 1915
- C. suaedicola Cockerell, 1898
- C. subapicis Braun, 1940
- C. suberosella (Toll, 1936)
- C. sublineariella Toll & Amsel, 1967
- C. subnivea Filipjev, 1926
- C. subparcella Toll & Amsel, 1967
- C. subtremula (Anikin, 2002)
- C. subula (Falkovitsh, 1993)
- C. succursella Herrich-Schäffer, 1855
- C. sudanella Rebel, 1916
- C. summivola Meyrick, 1930
- C. sumptuosa Toll, 1952
- C. superlonga (Falkovitsh, 1989)
- C. supinella Ortner, 1949
- C. svenssoni Baldizzone, 1985
- C. sylvaticella Wood, 1892 – Veldbieskokermot
- C. symphistropha (Reznik, 1976)
- C. synchrocera Reznik, 1974
- C. syriaca Toll, 1942
- C. tacera Bradley, 1965
- C. tadzhikiella Danilevsky, 1955
- C. taeniipennella Herrich-Schäffer, 1855 – Gestreepte ruskokermot
- C. talynella Reznik, 1975
- C. tamesis Waters, 1929 – Zompruskokermot
- C. tanaceti Muhlig, 1865 – Wormkruidkokermot
- C. tanitella Baldizzone, 1982
- C. tanyleuca (Meyrick, 1936)
- C. tarsocoma Meyrick, 1917
- C. taurica Baldizzone, 1994
- C. tauricella Staudinger, 1880
- C. taygeti Baldizzone, 1983
- C. teheranella Baldizzone, 1994
- C. telonica Nel, 1991
- C. teneriffella Baldizzone, 1987
- C. tenuis Walsingham, 1882
- C. terebrans Baldizzone & Van der Wolf, 2005
- C. teredo (Falkovitsh, 1994)
- C. terenaula Meyrick, 1927
- C. tersocoma Meyrick, 1917
- C. tesquorum (Reznik, 1976)
- C. testudo Falkovich, 1973
- C. tetrodonta Baldizzone & Van der Wolf, 2005
- C. texanella Chambers, 1878
- C. textoria Meyrick, 1921
- C. thalassella McDunnough, 1940
- C. therinella Tengstrom, 1848 – Zwaluwtongkokermot
- C. thiophaea Meyrick, 1917
- C. thulea Johansson, 1967
- C. thurneri Glaser, 1969
- C. thymi Hering, 1942
- C. tibetana Baldizzone, 1989
- C. tiliaefoliella Kearfott, 1904
- C. tolensis Reznik, 1975
- C. tollamseliella Oudejans, 1971
- C. tolli Klimesch, 1951
- C. tornata (Falkovitsh, 1989)
- C. totanae Baldizzone, 1985
- C. toxotis Falkovich, 1975
- C. tractella Zeller, 1849
- C. traganella Chrétien, 1915
- C. traugotti Baldizzone, 1985
- C. tremefacta Meyrick, 1921
- C. tremula (Falkovitsh, 1989)
- C. treskaensis Toll & Amsel, 1967
- C. tricolor Walsingham, 1899
- C. trichopterella Baldizzone, 1985
- C. tridentifera Baldizzone, 1985
- C. trientella Christoph, 1872
- C. trifariella Zeller, 1849 – Bremkokermot
- C. triflua Meyrick, 1911
- C. trifolii (Curtis, 1832) – Lichte metaalkokermot
- C. triganella Chrétien, 1916
- C. trigeminella Fuchs, 1881 – Zuidelijke meidoornkokermot
- C. trilineella Chambers, 1875
- C. tringella Baldizzone, 1988
- C. triplicis McDunnough, 1940
- C. tripolitana Toll, 1960
- C. tristella Staudinger, 1890
- C. tristraminata Toll, 1959
- C. trochilella (Duponchel, 1843) – Gestreepte bijvoetkokermot
- C. troglodytella (Duponchel, 1842)
- C. tsherkesi Falkovich, 1970
- C. tshiligella (Reznik, 1976)
- C. tshogoni Falkovich, 1972
- C. tuberculata Baldizzone, 1989
- C. tundrosa (Falkovitsh, 1991)
- C. turbatella Toll, 1944
- C. turolella Zerny, 1927
- C. tuvensis (Reznik, 1977)
- C. tyrrhaenica Amsel, 1951
- C. tytri Falkovich, 1970
- C. ucrainae Baldizzone & Patzak, 1991
- C. ugabensis Baldizzone & Van der Wolf, 2004
- C. uliginosella Glitz, 1872
- C. ulmifoliella McDunnough, 1946
- C. ulmivorella Oku, 1965
- C. umbratica Braun, 1882
- C. unicrenata Reznik, 1975
- C. uniformis Oku, 1965
- C. unigenella Svensson, 1966
- C. uniphalli (Anikin, 2005)
- C. unipunctella Zeller, 1849
- C. univittella Staudinger, 1880
- C. uralensis Toll, 1961
- C. vacciniella Herrich-Schäffer, 1861 – Grote bosbeskokermot
- C. vacciniivorella McDunnough, 1955
- C. vagans Walsingham, 1907
- C. valesianella Zeller, 1849
- C. vancouverensis McDunnough, 1944
- C. vanderwolfi Baldizzone, 1985
- C. varensis Baldizzone & Nel, 1993
- C. varii Patzak, 1969
- C. variicornis Toll, 1952
- C. varnella Baldizzone & Tabell, 2006
- C. ventadelsolella Glaser, 1981
- C. verbljushkella Baldizzone & Tabell, 2007
- C. vermiculatella Glaser, 1975
- C. vernoniaella Chambers, 1878
- C. versurella Zeller, 1849 – Bleekgestreepte meldekokermot
- C. vestalella Staudinger, 1859
- C. vestianella (Linnaeus, 1758) – Zandmeldekokermot
- C. vibicella (Hübner, 1813) – Grote goudkokermot
- C. vibicigerella Zeller, 1839
- C. viburniella Clemens, 1861
- C. vicinella Zeller, 1849
- C. viettella Toll, 1956
- C. vigilis Meyrick, 1925
- C. viminetella Zeller, 1849
- C. violacea (Strom, 1783) – Witsprietkokermot
- C. virgatella Zeller, 1849
- C. virgaureae Stainton, 1857 – Guldenroedekokermot
- C. viridicuprella Walsingham, 1882
- C. viscidiflorella Walsingham, 1882
- C. vitilis Falkovich, 1973
- C. vitisella Gregson, 1856 – Kromme bosbeskokermot
- C. vivesella Baldizzone, 1987
- C. volckei Heinrich, 1918
- C. vulnerariae Zeller, 1839
- C. vulpecula Zeller, 1849
- C. wegmarni Toll, 1942
- C. wiltshirei Toll, 1959
- C. wockeella Zeller, 1849
- C. wolschrijni Baldizzone & Van der Wolf, 2000
- C. wyethiae Walsingham, 1882
- C. xanthoargentea Toll, 1959
- C. xanthochlora Toll, 1956
- C. xanthoptera Toll, 1952
- C. yomogiella Oku, 1974
- C. yunnanica Baldizzone, 1989
- C. zagella Falkovich, 1972
- C. zelleriella Heinemann, 1854 – Goudvlerkwilgenkokermot
- C. zernyi Toll, 1944
- C. zhusani Falkovich, 1972
- C. zhusguni Falkovitsh, 1972
- C. zimmermanni Rebel, 1937
- C. zukowskii Toll, 1959
- C. zygotaenia Falkovich, 1972
- C. zymotica Meyrick, 1931